# Comté de Henderson (Tennessee)
Pour les articles homonymes, voir Comté de Henderson.
Le comté de Henderson est un comté de l'État du Tennessee, aux États-Unis. Son siège est situé à Lexington et sa population était en 2000 de 25 522 habitants.